# Echitație la Jocurile Olimpice de vară din 2020
Probele sportive de echitație la Jocurile Olimpice de vară din 2020 s-au desfășurat în perioada 24 iulie-7 august 2021 la Baji Koen și Sea Forest Cross-Country Course. La această disciplină au avut loc concursuri la trei discipline atât la individual, cât și pe echipe.

## Medaliați
| Categorie                    | Aur | Argint | Bronz |
| Dresaj individual Detalii    | Jessica von Bredow-Werndl · pe Dalera · Germania (GER)                                                                         | Isabell Werth · pe Bella Rose · Germania (GER)                                                                                              | Charlotte Dujardin · pe Gio · Marea Britanie (GBR)                                                                             |
| Dresaj pe echipe Detalii     | Germania (GER) · Jessica von Bredow-Werndl · pe Dalera · Dorothee Schneider · pe Showtime · Isabell Werth · pe Bella Rose      | Statele Unite ale Americii (USA) · Sabine Schut-Kery · pe Sanceo · Adrienne Lyle · pe Salvino · Steffen Peters · pe Suppenkasper            | Marea Britanie (GBR) · Charlotte Fry · pe Everdale · Carl Hester · pe En Vogue · Charlotte Dujardin · pe Gio                   |
| Întreceri individual Detalii | Julia Krajewski pe Amande de B'Neville (GER)                                                                                   | Tom McEwen pe Toledo de Kerser (GBR) | Andrew Hoy pe Vassily de Lassos (AUS)                                                                                          |
| Întreceri pe echipe Detalii  | Marea Britanie (GBR) · Laura Collett · pe London 52 · Tom McEwen · pe Toledo de Kerser · Oliver Townend · pe Ballaghmore Class | Australia (AUS) · Kevin McNab · pe Don Quidam · Andrew Hoy · pe Vassily de Lassos · Shane Rose · pe Virgil                                  | Franța (FRA) · Nicolas Touzaint · pe Absolut Gold · Karim Laghouag · pe Triton Fontaine · Christopher Six · pe Totem de Brecey |
| Sărituri individual Detalii  | Ben Maher pe Explosion Z (GBR)                                                                                                 | Peder Fredricson pe All In (SWE) | Maikel van der Vleuten pe Beauville Z (NED)                                                                                    |
| Sărituri pe echipe Detalii   | Suedia · Henrik von Eckermann · pe King Edward · Malin Baryard-Johnsson · pe Indiana · Peder Fredricson · pe All In            | Statele Unite ale Americii · Laura Kraut · pe Baloutinue · Jessica Springsteen · pe Don Juan van de Donkhoeve · McLain Ward · pe Contagious | Belgia · Pieter Devos · pe Claire Z · Jérôme Guery · pe Quel Homme de Hus · Grégory Wathelet · pe Nevados S                    |

## Clasament pe medalii
| Loc   | Țară                       | Aur | Argint | Bronz | Total |
| ----- | -------------------------- | --- | ------ | ----- | ----- |
| 1     | Germania                   | 3   | 1      | 0     | 4     |
| 2     | Marea Britanie             | 2   | 1      | 2     | 5     |
| 3     | Suedia                     | 1   | 1      | 0     | 2     |
| 4     | Statele Unite ale Americii | 0   | 2      | 0     | 2     |
| 5     | Australia                  | 0   | 1      | 1     | 2     |
| 6     | Belgia                     | 0   | 0      | 1     | 1     |
| 6     | Franța                     | 0   | 0      | 1     | 1     |
| 6     | Olanda                     | 0   | 0      | 1     | 1     |
| Total | Total                      | 6   | 6      | 6     | 18    |